# Friedrich Franz Wilhelm Brunswig
Friedrich Franz Wilhelm Brunswig (* 30. Januar 1804 in Rostock; 7. Februar 1837 ebenda) war ein deutscher Veterinärmediziner.

## Leben
Friedrich Franz Wilhelm Brunswig war Sohn des Gold- und Silberarbeiters Jacob/Christian Brunswig. Er besuchte die Große Stadtschule Rostock, verließ sie jedoch ohne Abitur, um anschließend an Veterinäranstalten in Schwerin und Berlin die Tierheilkunde zu erlernen. Nach seiner Ausbildung ließ er sich in Rostock nieder und war als Tierarzt tätig.
Am 18. Juli 1831 wurde er in der Rostocker Universität an der medizinischen Fakultät beim Geheimen Medizinalrat und Prorektor Samuel Gottlieb Vogel zum Doktor der Veterinärkunde promoviert.
Am 11. November 1831 heiratete er Friederike, eine Tochter des Pastors am St. Petri, Johann Bernhard Krey (1771–1826). Das Paar hatte mehrere Kinder, von denen ihn drei überlebten.

## Mitgliedschaften
Nach seiner Promovierung wurde er als Mitglied bei der philomatischen (gr. philomathía = Wissbegierde) Gesellschaft und dem mecklenburgisch-patriotischen Verein aufgenommen.

## Werke
- Über die sichere Heilung der Kolik des Pferdes. Eine Inauguralschrift. Johann Jakob Adler Erben, Rostock 1831 (Digitalisat)